# Christoph Schnaudigel
Christoph Schnaudigel (* 1963 in Singen am Hohentwiel) ist ein deutscher CDU-Politiker und seit 2007 Landrat des Landkreises Karlsruhe.

## Leben
Nach dem Abitur studierte der in Hilzingen aufgewachsene Schnaudigel Rechtswissenschaften in Mainz und Tübingen. 1993 wurde er zum Dr. jur. promoviert und arbeitete zunächst als Referent beim Regierungspräsidium Stuttgart, bevor er als Justiziar für Umweltrecht und Leiter des Referates Abfall zum Landratsamt Ludwigsburg wechselte. Nach Absolvierung der Führungsakademie des Landes Baden-Württemberg arbeitete er ab 1999 im Kommunalreferat beim Innenministerium und wurde im selben Jahr zum Ersten Landesbeamten des Landkreises Ludwigsburg berufen. Am 18. Juli 2007 wurde Schnaudigel zum Landrat des Landkreises Karlsruhe gewählt. Die Verbandsversammlung des Regionalverbandes Mittlerer Oberrhein wählte ihn am 8. Oktober 2014 zum Vorsitzenden der Verbandsversammlung. Am 23. Juli 2015 wurde er vom Kreistag mit 94 Prozent der Stimmen erneut zum Landrat des Landkreises Karlsruhe gewählt. Am 13. Juli 2023 wurde er vom Kreistag mit 92,6 Prozent der Stimmen für eine dritte Amtszeit als Landrat wiedergewählt.
Schnaudigel ist Mitglied der CDU, verheiratet mit Adelheid Breitschwerdt und wohnt in Karlsruhe.